# Superlua

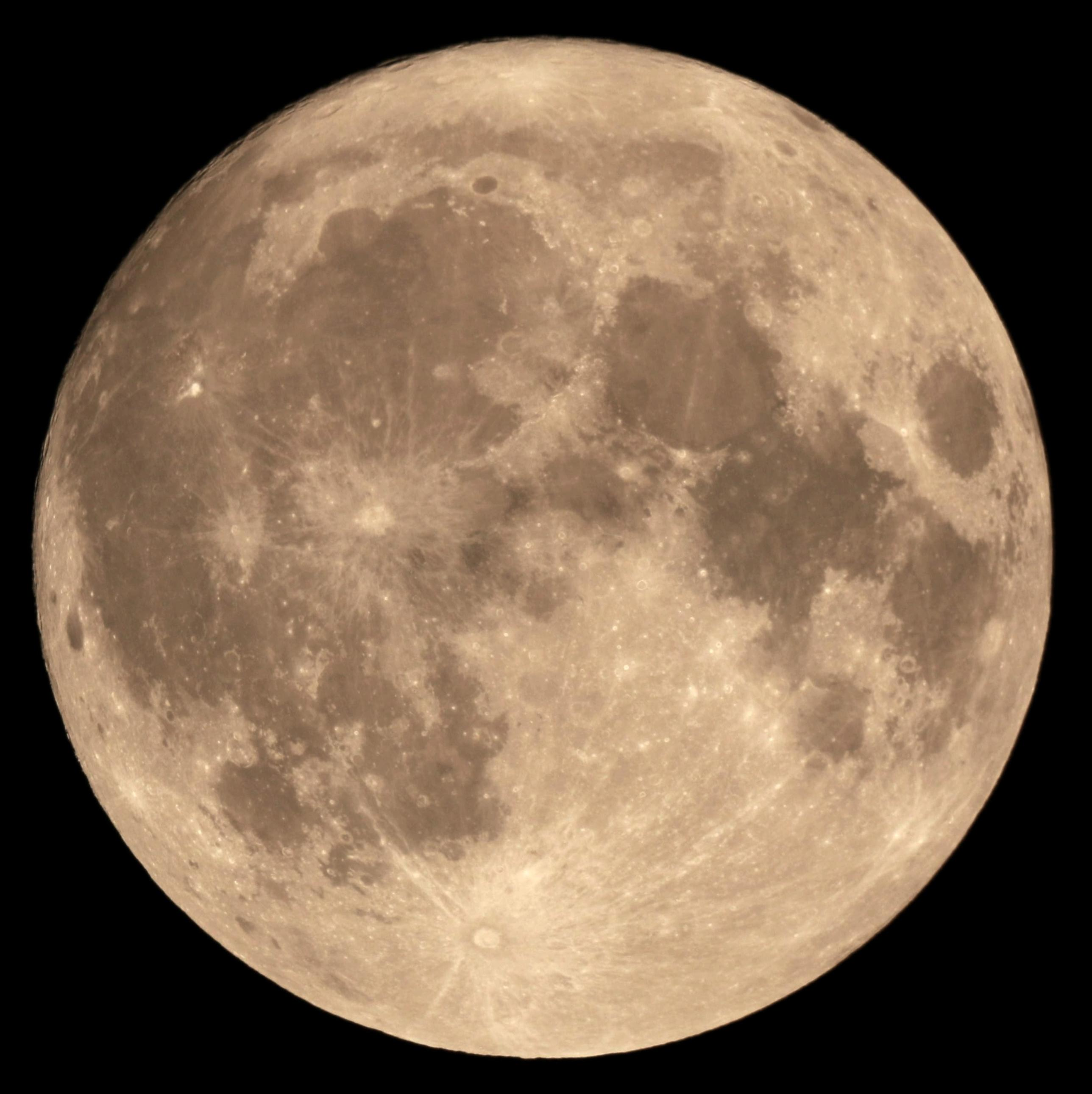
A superlua de 14 de novembro de 2016 ocorreu a 356511 km do centro da Terra, a ocorrência mais próxima desde 1948. Ela não estará tão próxima assim antes de 2034.

Em astronomia, chama-se superlua ou superlua cheia a ocasião na qual a lua cheia ocorre quando a Lua se encontra próxima ao seu perigeu. Sendo a órbita lunar aproximadamente elíptica, quanto mais próximo do perigeu ocorrer o momento da lua cheia, maiores serão seu tamanho e brilho aparentes para um observador da Terra. Nos casos de "Superlua", esta pode apresentar-se com diâmetro angular cerca de 5,5% maior e 11,3% mais brilhante que uma lua cheia média. 
O perigeu não permanece no mesmo ponto ao longo do tempo, por isso algumas superluas podem ser sensivelmente maiores que outras, bem como a lua cheia pode ocorrer em diferentes longitudes do perigeu, o que também influencia seu tamanho aparente e brilho aparente.

## Superlua cheia de 2011

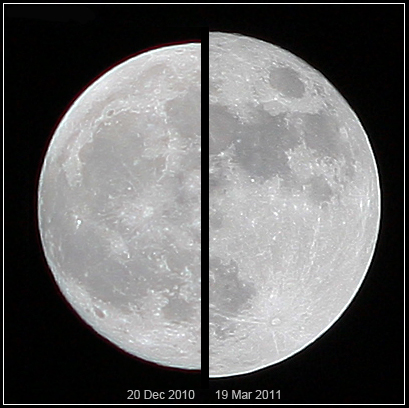
A superlua de 19 de março de 2011 (à direita), em comparação com uma lua média de 20 de dezembro de 2010 (à esquerda), conforme vista a partir da Terra

A superlua cheia de 19 de março de 2011 ocorreu a apenas uma hora do perigeu, à distância de 356 577 km. Por isso, viu-se a Lua 7,94% maior e 16,52% mais brilhante que uma lua cheia típica.
Excetuando esta ocasião, a maior superlua anterior havia ocorrido em 8 de março de 1993. Uma coincidência tão próxima só se produz a cada período de aproximadamente 19 anos.

## Mitos
Na cultura geral, por vezes associa-se este evento a desastres naturais, como sismos e vulcões, ou mesmo tempestades.